# Bomba Orsini

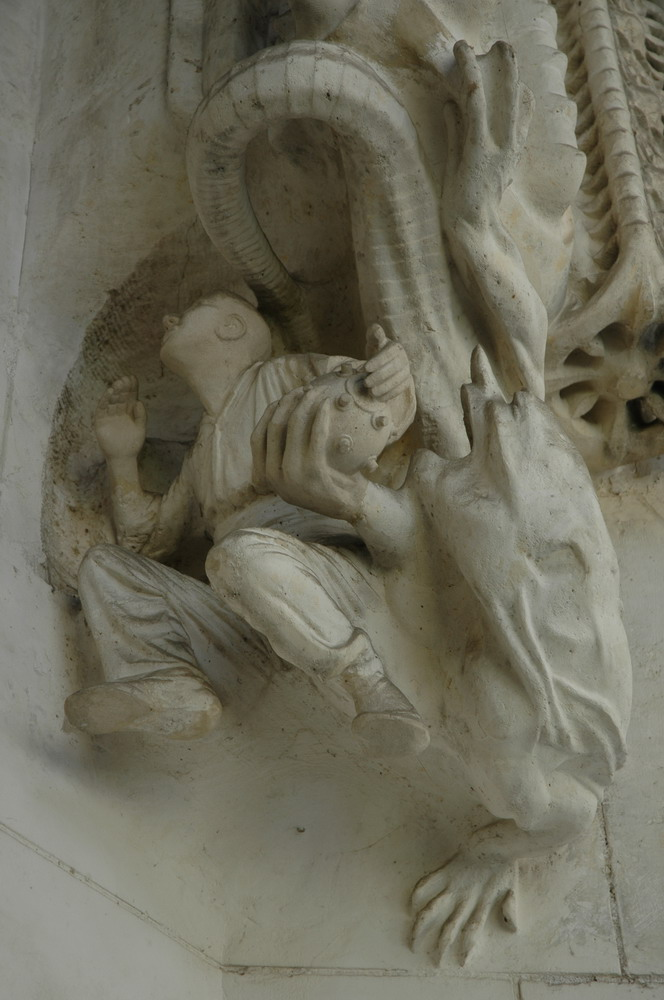
Escultura a la façana de la Sagrada Família d'Antoni Gaudí, on un dimoni lliura una bomba d'Orsini a un obrer anarquista

Una bomba Orsini és un artefacte explosiu esfèric que en lloc d'activar-se mitjançant una espoleta o un dispositiu de temps, s'activa per contacte mitjançant uns dispositius emplenats amb fulminat de mercuri que envolten la bomba, que explota amb l'impacte.
La bomba va ser inventada pel revolucionari italià Felice Orsini, a finals de 1857 quan Orsini va viatjar a Anglaterra i li va demanar a l'armer Joseph Taylor sis còpies de la bomba dissenyada per ell. La bomba va ser provada a Sheffield i a Devon amb el consentiment del radical francès Simon Bernard, i posteriorment Orsini va tornar a París amb aquestes.

## Atemptats amb Bomba d'Orsini
- El 14 de gener de 1858 el mateix Felice Orsini va llançar tres bombes dissenyades per ell contra la carrossa imperial de Napoleó III, no aconseguint assolir-lo, però tanmateix l'atemptat va acabar amb 8 morts i 150 ferits entre la comitiva i el públic.[1]

- El 7 de novembre de 1893, com a represàlia a l'execució de l'anarquista Paulí Pallás que havia llançat una bomba contra el general Arsenio Martínez-Campos, l'anarquista espanyol Santiago Salvador Franch va llançar dues bombes Orsini a la platea del Teatre Del Liceu de Barcelona en l'atemptat que es coneix popularment com la bomba del Liceu. Encara que només una de les dues bombes va detonar, van morir 22 persones i hi va haver 35 ferits. Aquest atemptat restà gravat en la memòria de Barcelona com la Bomba del Liceu. La bomba que no va explotar al Liceu va ser confiscada per la policia. Es creia que era la bomba Orsini que es conserva al Museu d'Història de Barcelona (MUHBA), la qual va ser exposada temporalment al Museu van Gogh d'Amsterdam l'any 2007,[2] si bé la descripció en les cròniques de l'època no concordava del tot ja que la descrivia com una peça de ferro colat.[3] i l'any 1990 el periodista Lluïs Permanyer va donar a conèixer l'existència d'una altra bomba de similars característiques que també podria haver-ho estat.[4] Per tant, és molt probable que la Bomba Orsini conservada al MUHBA no sigui la de l'atemptat del Liceu tot i que sense cap mena de dubte és una peça autèntica, procedent de l'Audiència de Barcelona. Fins i tot s'apunta que el seu autor podia haver estat l'anarquista italià Francesco Momo.[5]

## La Bomba d'Orsini a l'art
Antoni Gaudí va incloure a la façana exterior del Temple Expiatori de la Sagrada Família de Barcelona una escultura amb un dimoni lliurant una bomba d'Orsini a la figura d'un obrer anarquista. El nom de l'escultura, creada sota la direcció de Llorenç Matamala i Piñol, és: La Temptació de l'Home.